# Сегюра
Сегюра́ (фр. Ségura) — коммуна во Франции, находится в регионе Юг — Пиренеи. Департамент коммуны — Арьеж. Входит в состав кантона Вариль. Округ коммуны — Памье.
Код INSEE коммуны — 09284.

## Население
Население коммуны на 2008 год составляло 165 человек.
| 1962 | 1968 | 1975 | 1982 | 1990 | 1999 | 2008 |
| ---- | ---- | ---- | ---- | ---- | ---- | ---- |
| 65   | 79   | 65   | 91   | 105  | 139  | 165  |

## Экономика
В 2007 году среди 108 человек в трудоспособном возрасте (15—64 лет) 83 были экономически активными, 25 — неактивными (показатель активности — 76,9 %, в 1999 году было 73,0 %). Из 83 активных работали 76 человек (41 мужчина и 35 женщин), безработных было 7 (3 мужчины и 4 женщины). Среди 25 неактивных 8 человек были учащимися или студентами, 5 — пенсионерами, 12 были неактивными по другим причинам.